# Santa Maria i Sant Pere de Ponts
Santa Maria i Sant Pere de Ponts és una església gòtica de Ponts (Noguera) inclosa a l'Inventari del Patrimoni Arquitectònic de Catalunya.

## Descripció
L'església parroquial de Sant Pere i Santa Maria s'emplaça a la plaça de l'Església de Ponts, al nord-oest del nucli urbà d'aquest municipi. Es tracta d'un edifici d'una nau amb capelles laterals i una gran capella a manera de creuer al sud. A l'angle nord s'hi adossa un campanar i a ponent l'edifici de la rectoria.
La façana principal, orientada a nord-oest, presenta una portalada d'accés d'arc apuntat amb arquivoltes llises. La porta està emmarcada, simètricament, per dues petites portes del mateix tipus sobre les quals hi ha sengles finestrals amb arcs lobulats i guardapols. Per sobre d'aquests elements cornisa amb mènsules llises divideix la façana. La part superior de la façana, molt sòbria, està presidida per una gran rosassa superior amb calat gòtic i vidriera blanca. Just sobre del rosetó hi ha un òcul amb calat cruciforme i cornisa d'arcs cecs. La cornisa està sostinguda per mènsules que formen arcades de mig punt. Remata aquesta façana, per donar-li la característica forma d'"H", una torre de planta quadrada a l'esquerra i un remat a la façana, a mode de torre, entre la part central de la façana i el campanar. En aquests espais, simètrics, quadre espitlleres per banda il·luminen l'interior. El campanar presenta la típica planta octogonal, amb la zona de les campanes de planta més reduïda. Sobre el sostre, pla, se sustenta una estructura metàl·lica de la que pengen dues campanes. Un rellotge és també protagonista a la part alta del campanar, que compta amb altes finestres d'arc apuntat, superposades en grups de dos a cada flanc de la torre. Les baixes estan paredades.
A la façana absidal, la part més antiga del temple, hi ha una finestra de doble esqueixada, centrada, que no es manifesta a l'interior, i quatre lesenes de secció quadrada amb els angles bisellats i decorats amb boles. La part alta de l'absis no conserva el coronament original, i el parament s'interromp bruscament i continua, en la part corresponent a la volta de creueria, amb un parament de reble irregular. La coberta de l'absis, de tela àrab, cobreix parcialment un nou rosetó amb calat en forma de cercles juxtaposats i vidres blancs, sobre del qual hi ha un òcul.
La teulada de la nau és a doble vessant, amb una estàtua de Sant Pere al carener, sobre la façana principal. Hi ha també una espadanya d'un sol ull a l'angle sud-oest. Sobre les capelles laterals les cobertes estan a un nivell més baix, recordant una planta basilical, amb claraboies turriformes, a banda i banda de l'església. Val a dir que a la façana posterior, per sobre l'absis, s'observa clarament un arrencament de teulada sobre la nau, a un nivell més baix que l'actual, coincident amb un canvi en el parament del pany d'aquesta paret, prova de les nombroses reformes practicades a aquest temple.
A l'interior destaca la volta de creueria, amb nervis fasciculats. L'absis semicircular està, precedit de dos estrets arcs presbiterals, reduïts gairebé a simples plecs. El semicilindre absidal és coronat per una imposta decorada amb un fris d'escacat, inicialment concebuda per a ésser l'arrencada d'una volta hemisfèrica, que fou substituïda (si és que s'arriba a construir) per l'actual volta de creueria. A les façanes laterals destaquen les finestres d'arc ogival amb calats d'arc apuntat, avui paredades. Sota del rosetó de la façana principal hi trobem el cor. Per sota, a esquerra i dreta de la nau s'obren quatre capelles laterals.
Des de la capella situada més a ponent s'accedeix a la capella dels Dolors, que amb els anys adquirí entitat pròpia. Es tracta d'un edifici de planta rectangular amb carreus treballats a la part inferior i de paredat a la superior. Façana, orientada a nord-oest, compta una amb porta adovellada de mig punt i pilastres llises que sostenen petits gerros, adossades als muntants: Per damunt hi trobem l'emblema del cor travessat per les set espases, sota del qual es pot llegir la inscripció "1850". A la part superior de la façana hi ha un òcul. La cornisa és sinuosa i estava rematada per boles d'obra, avui perdudes i una creu de ferro al centre, que sobresurt a manera de frontó. Interiorment, la nau té volta de llunetes.
L'església parroquial de Sant Pere i Santa Maria és un edifici essencialment gòtic, bastit a partir del segle xiv, que conserva a l'extrem de llevant importants elements de la construcció inicial del segle xiii, que restà inacabada i represa posteriorment en estil gòtic. D'altra banda, però, resulta difícil d'entendre la posició de la finestra i la teulada de la façana nord, que possiblement fou condicionada per la represa de l'obra en època gòtica.

## Història
L'església de Santa Maria i Sant Pere es fundà fora el clos de la vila de Ponts, nucli de població format segurament vers els segles XII-XIII sota el turó on es drecen el castell i l'antiga canònica augustiniana de Sant Pere de Ponts. La vila de Ponts és anomenada Vilanova de Ponts en diversos documents de la darreria del segle xiii, per distingir-la del nucli primitiu d'habitatges que existia al voltant del castell i la canònica.
L'església de Santa Maria i Sant Pere començà a ser construïda al segle xiii. Tanmateix les obres del temple romànic inicial degueren restar aturades molt de temps per diverses causes, la principal de les quals fou la inestabilitat política i social durant tota la tretzena centúria arran de les anomenades guerres d'Urgell, que causaren la destrucció i l'incendi del castell i la vila de Ponts el 1277.
Al segle següent, el comte Ermengol X d'Urgell, en el seu testament atorgat l'any 1314, llega a l'església de Santa Maria i Sant Pere la quantitat de 200 morabatins per a l'obra de l'església, i una quantitat igual per a la canònica de Sant Pere. El llegat testamentari d'Ermengol X prova que en aquest moment l'església de Santa Maria es trobava encara en construcció, la qual es degué reprendre, pera, ja dins un llenguatge estilístic plenament gòtic.
En una data desconeguda que cal situar dins la segona meitat del segle xiv, el capítol canonical es traslladà a l'església de Santa Maria i Sant Pere de la vila de Ponts. Des de llavors, tots els oficis es van fer ordinàriament en aquest nou temple, que tingué de fet les funcions parroquials, tot i que en una visita pastoral feta a la vila el 1575 es diu que el títol de parròquia el tenia encara la canònica de Sant Pere. Tot seguit a I'església de Santa Maria i Sant Pere es fundaren beneficis per a la comunitat de clergues beneficiats.
Durant el segle xix, a partir de 1839, es realitzaren obres a l'església, ja que l'any 1839 fou destruïda per les tropes carlines que incendiaren la població, que restà mig destruïda. Durant el segle XX també s'han fet reformes, sobretot a partir de la guerra civil.
Quan es realitzaren les obres de reforma a l'església parroquial, aquesta la capella dels Dolors realitzà les funcions de l'església parroquial. Actualment les seves activitats de caràcter religiós són molt comptades.